# Клуб фотографа аматера у Београду (1901)
Прво фотографско друштво у Србији и ширем српском културном простору, основано у Београду 20. јуна 1901. на иницијативу групе фотографа аматера и поштовалаца фотографије. У Одбору клуба су били др Марко Николић (председник), др Јован Цвијић (потпредседник) и Исак Леви (секретар). Клуб је имао просторије у улици Краља Милутина 45. Судећи по неким изворима клуб се угасио исте године.